# جفنا (فلسطين)
جفنا هي قرية فلسطينية تقع شمال مدينة رام الله على بعد كيلو متر ونصف إلى الشرق من مدينة بيرزيت وعلى الطريق منها إلى عين سينيا. يبلغ عدد سكانها حوالي 2000 نسمة، غيرهم حوالي 400 في المهجر. تبلغ مساحة أراضي القرية قرابة 11,000 دونماً وكانت مدينة رومانية مهمة في العهد البيزنطي ويوجد بها كنيستين، كنيسة اللاتين التي بنيت عام 1895 ومقابلها الكنيسة البيزنطية القديمة المعروفة باسم القديس جورج، وقد احتفظت جفنا بأغلبية مسيحية منذ القرن السادس.
تتمتع قرية جفنا بتقاليد وأساطير محلية تتعلق بالعائلة المقدسة وبنبع المياه في القرية. تشتهر أيضًا محليًا بمهرجان حصاد المشمش؛ ففي كل عام، خلال أواخر فصل الربيع، يسافر المئات إلى القرية لحصاد الفاكهة خلال موسمها القصير.

## تاريخ

#### الفترة الكلاسيكية
تم ذكر جفنا لأول مرة في السجلات التاريخية خلال فترة الغزو الروماني في القرن الأول الميلادي، حيث وردت باسم "جوفنا"، ووصفها المؤرخ فلافيوس يوسيفوس بأنها المدينة الثانية بعد القدس. كما تظهر المدينة تحت هذا الاسم في خريطة مادبا، التي تقع شمال جبعون (الجيب)، وتذكر الأدبيات القديمة أن معناها الحرفي هو "بيت الكروم". يذكر التلمود أن المنطقة كانت مأهولة بكهنة من نسل هارون.
أقدم ذكر لجفنا، ثم جوفنا، في السجلات التاريخية كان في رواية يوسيفوس عن هروب يهوذا المكابي من أنطيوخس الخامس أثناء ثورة المكابيين، وذلك حوالي عام 164 قبل الميلاد. تحت الحكم الروماني، أصبحت جوفنا مركزًا إداريًا إقليميًا، وكانت معروفة لدى الرومان باسم "كوفنا". في حوالي عام 50 ميلادي، قام القائد الروماني كاسيوس ببيع سكان المدينة كعبيد بسبب فشلهم في دفع الضرائب، لكنهم تم تحريرهم على يد مارك أنتوني بعد فترة وجيزة من توليه السلطة.
في عام 66 ميلادي، كانت جفنا تحت قيادة يوحنا بن حننيا، وفي عام 68 ميلادي، احتل الإمبراطور الروماني فيسباسيان المدينة وأقام فيها حامية عسكرية. كما مر تيتوس، الإمبراطور الروماني المستقبلي، عبر جفنا أثناء مسيره لحصار القدس في عام 70 ميلادي.

#### أواخر العصر الروماني والبيزنطي
من بين الاكتشافات التي تعود إلى العصر الروماني المتأخر في جفنا، تم العثور على نقش على شاهد قبر مكتوب باللغة اليونانية، بالإضافة إلى تابوت مزخرف يحتوي على شخصيات من الأساطير اليونانية مثل إيروتيس وميدوسا، وآخر مزخرف مشابه لما هو موجود في نابلس وسبسطية والسهل الساحلي الأوسط، ويُحتمل أن يكون ذا أصل سامري. تشير هذه الاكتشافات الكتابية والفنية إلى أن الموقع كان مأهولًا في ذلك الوقت من قبل الوثنيين الذين تأثروا بالثقافة الهلنستية أو الرومانية.
يرى إيتان كلاين أن هذه الاكتشافات تدل على أنه بعد ثورة بار كوخبا، تم إعادة توطين المستوطنة اليهودية السابقة من قبل مواطنين رومانيين من الطبقة العليا، ربما كانوا جنودًا سابقين أو أعضاء في الإدارة الرومانية الذين حصلوا على أراضٍ في القرية ومحيطها. وعلى الرغم من ذلك، لا يزال من غير الواضح ما إذا كان التابوت المصمم على الطراز السامري قد استخدمه السكان السامريون الذين ربما كانوا يعيشون في المنطقة خلال تلك الفترة، أو إذا كان قد استخدمه الوثنيون الذين اشتروا التابوت من ورشة عمل بالقرب من نابلس.
يشير بناء كنيسة مخصصة للقديس جورج في القرن السادس إلى أن جفنا، التي كانت تحت الحكم البيزنطي آنذاك، أصبحت مدينة مسيحية بحلول تلك الفترة. إلى جانب الكنيسة، توجد بقايا أخرى من هذا العصر في جفنا، مثل قبر وبرج الذي استخدمه العثمانيون كسجن، وفيلا رومانية، ومعصرة زيتون، ومصنع نبيذ. كما تم العثور على لوحة حجرية جنائزية تحمل نقشًا يونانيًا في منطقة الكنيسة، مما يعزز وجود حياة دينية وثقافية نشطة في المنطقة خلال تلك الفترة.

#### العصور الوسطى
تم ضم جفنا، إلى جانب معظم أراضي فلسطين، إلى الخلافة الراشدة بقيادة عمر بن الخطاب بعد معركة أجنادين في عام 634. بالرغم من أنها فقدت أهميتها السياسية في عهد السلالات العربية للأمويين والعباسيين والفاطميين، إلا أن المدينة بقيت مركزًا إقليميًا حيويًا للتجارة والتبادل التجاري بفضل موقعها الاستراتيجي على طول الطريق الرابط بين القدس والناصرة.
قام الصليبيون الذين احتلوا المنطقة في عام 1099 بإعادة بناء الكنيسة جزئيًا باستخدام المواد القديمة. كما أنشأوا في جفنا مبنى ذو فناء واسع، كان يحتوي على بوابة ضخمة مع شبك حديدي، وقاعة مقببة كبيرة، وجدران سميكة من بناء جيد.
لكن بعد هزيمتهم أمام الأيوبيين بقيادة صلاح الدين الأيوبي في عام 1187، سقطت الكنيسة مرة أخرى. وتشير وثيقة مؤرخة في عام 1182 تحمل توقيع رايموندوس دي جافينيا إلى وجود مسيحيين في تلك الفترة. وفقًا للباحث الأمريكي إدوارد روبنسون، تم العثور على بقايا جدران ضخمة في وسط القرية، التي أصبحت الآن مليئة بالمنازل، وهذه الجدران كانت بقايا قلعة بناها الصليبيون. لكن البناء لا يظهر أي خصائص تعود لفترة الصليبيين، بل يظهر الطراز المعماري العربي الذي يعود إلى فترة ما بعد الصليبيين، على الأرجح في القرن الثامن عشر، بناءً على نوعية تشطيب الحجارة.

#### العصر العثماني
خضعت جفنا للإمبراطورية العثمانية في عام 1517، واستمرت سيطرتهم لمدة 400 عام. في سنة 1596 ظهرت في سجلات الضرائب تحت اسم "جفنا النصارى"، وهي تقع في ناحية القدس التابعة لسنجق القدس، ويبلغ عدد سكانها 21 أسرة. كان القرويون يدفعون معدل ضريبة ثابت بنسبة 33.3٪ على المنتجات الزراعية، بما في ذلك القمح والشعير وأشجار الزيتون وكروم العنب وأشجار الفاكهة والماعز وخلايا النحل، بالإضافة إلى الإيرادات العرضية؛ بإجمالي 6470 آقجة. كانت تحت إدارة قضاء بني زيد، وهو جزء من قضاء القدس الأكبر، طوال الحكم العثماني، وكانت القرية المسيحية الوحيدة في القضاء. خلال هذه الفترة، كانت السلعة الرئيسية في جفنا هي زيت الزيتون. كان النشاط العثماني في القرية ضئيلاً، لكنهم استخدموا بقايا قلعة جفنا، المعروفة باسم "برج جفنا"، كسجن في وقت ما خلال القرن التاسع عشر. في أوائل ثلاثينيات القرن التاسع عشر، استولى إبراهيم باشا المصري على معظم بلاد الشام، بما في ذلك فلسطين. وفي عام 1834 اندلعت ثورة ضد السلطات المصرية في منطقة جفنا، وتم نفي 26 من سكان جفنا إلى مصر بعد ذلك بسبب مشاركتهم المزعومة في الانتفاضة. وانضم إليهم طواعية اثنان من الكهنة المحليين البارزين.
تم بناء كنيسة أرثوذكسية شرقية في القرية عام 1858، وتم بناء كنيسة لاتينية ( كاثوليكية ) أكبر مخصصة للقديس يوسف عام 1859، بجوار أنقاض كنيسة القديس جورج. في ساحة كنيسة القديس جاورجيوس يوجد تابوت. ظلت كنيسة القديس جورج بمثابة مكان للعبادة حتى العصر الحديث وكانت موقعًا للحفريات الأثرية منذ منتصف القرن التاسع عشر. ولا يزال القداس يقام على مذبحها في مناسبات معينة.
في عام 1882، وصف مسح مؤسسة أبحاث فلسطين لفلسطين الغربية قرية جفنا بأنها قرية مسيحية مهمة، تضم كنيسة لاتينية وديرًا. وفي ثمانينيات القرن التاسع عشر أيضًا، كانت جفنا تخضع للضرائب بشكل متكرر من قبل السلطات العثمانية. ودخلت أيضًا في صراع مسلح مستمر مع قرية بيرزيت وهي مسيحية أيضا، مما أدى إلى مقتل خمسة رجال من تلك القرية. ردًا على ذلك، أقدم سكان بير زيت على اقتلاع وحرق 125 شجرة زيتون من جفنا.

#### العصر الحديث
في عام 1917، خلال الحرب العالمية الأولى، هُزم العثمانيون على يد القوات البريطانية والعربية. بعد فترة وجيزة من الحكم العسكري، أصبحت جفنا ومنطقتها تحت سيطرة الانتداب البريطاني لعصبة الأمم، في عام 1922. في عام 1947 اقترحت الأمم المتحدة تقسيم فلسطين إلى دولتين يهودية وعربية منفصلتين، مع اعتبار جفنا جزءًا من الدولة العربية المقترحة. مع ذلك، بعد حرب عام 1948 بين العرب وإسرائيل، تم ضم منطقة الضفة الغربية بأكملها، بما في ذلك جفنا، إلى شرق الأردن لتشكيل المملكة الأردنية الهاشمية ، وأصبحت الدولة العربية مولودة ميتة. بعد حرب الأيام الستة عام 1967، أصبحت جفنا تحت الاحتلال الإسرائيلي.
في عام 1995، بموجب اتفاقية أوسلو بين منظمة التحرير الفلسطينية وإسرائيل، تم وضع جفنا في "المنطقة ب". بذلك تم نقل شؤونها الإدارية والمدنية إلى السلطة الوطنية الفلسطينية، في حين بقيت الشؤون الأمنية تحت السيطرة الإسرائيلية. طوال فترة الانتفاضة الثانية، واجهت جفنا ممارسات قمعية من الاحتلال، ومُنع أهلها من السفر وعانت القرية من صعوبات اقتصادية.

## الجغرافيا والمناخ
تقع جفنا على منحدر تل، وتبلغ ارتفاعها حوالي 661 متر (2,169 ft) فوق مستوى سطح البحر. تقع عند تقاطع طريقين تجاريين قديمين، الطريق الجبلي من الشمال إلى الجنوب والطريق من الشرق إلى الغرب الذي يربط وادي الأردن بساحل البحر الأبيض المتوسط. في عام 1945 بلغت مساحة أراضيها 5939 دونمًا، منها 52 دونمًا تم تصنيفها كمنطقة مبنية في عام 1945. تبلغ مساحة جفنا اليوم 6015 دونمًا، منها 420 دونمًا مخصصة للأراضي المبنية وحوالي 2000 دونم مزروعة بأشجار الزيتون والمشمش وأشجار الفاكهة الأخرى.
تقع القرية على بعد 8 كيلومتر (5.0 mi) شمال غرب رام الله والبيرة وعلى بعد حوالي 23 كيلومتر (14 mi) شمال القدس. يقع مخيم الجلزون للاجئين الفلسطينيين على الأراضي الجنوبية لقرية جفنا، ويرتبط بالقرية عن طريق الطريق. وتقع قريتا دورا القرع وعين سينيا بجوار جفنا من الشرق والشمال الشرقي على التوالي. وتشمل المناطق المجاورة الأخرى أبو قش إلى الجنوب الغربي، وبيتين إلى الجنوب الشرقي، وعين يبرود إلى الشرق، وعطارة إلى الشمال، وبير زيت إلى الشمال الغربي. ترتبط قرية جفنا بالطريق الرئيسي رام الله نابلس عن طريق طريق يقع في الجانب الشرقي من القرية.
تتمتع جفنا بمناخ البحر الأبيض المتوسط المعتدل. استنادًا إلى البيانات الخاصة بمدينة رام الله القريبة، تتراوح درجات الحرارة العظمى الشهرية المتوسطة من 53 °ف (12 °م) في يناير إلى 84 °ف (29 °م) في يوليو/أغسطس، حيث تبلغ أدنى درجات الحرارة 39 °ف (4 °م) و 63 °ف (17 °م) .  يقتصر هطول الأمطار عادة على موسم الشتاء، من حوالي شهر نوفمبر حتى نهاية شهر أبريل. الأشهر التي تتلقى أكبر قدر من الأمطار هي يناير وديسمبر ويبلغ معدل هطول الأمطار السنوي 23.2 بوصة (590 مـم).

## التركيبة السكانية
وفقًا لإدوارد روبنسون ، بلغ عدد سكان جيفنا في عام 1838 حوالي 200 شخص، منهم 42 فقط من الذكور البالغين. وجدت قائمة قرية عثمانية من حوالي عام 1870 أن جيفنا كان بها عدد سكان يبلغ 185 "يونانيًا"، في إجمالي 56 منزلًا، على الرغم من أن هذا التعداد السكاني شمل الرجال فقط. في عام 1896 قُدِّر عدد سكان دشيفنا بحوالي 576 شخصًا.
وفقًا لتعداد سكاني أجرته سلطات الانتداب البريطاني عام 1931، بلغ عدد سكان جفنا 676 نسمة، في 155 منزلاً. في مسح للأراضي والسكان أجراه سامي حداوي عام 1945، كان عدد سكان جفنا 910 نسمة، منهم 580 مسيحيًا و330 مسلمًا.  ينتمي سكان جفنا المعاصرون بشكل رئيسي إلى ثماني عائلات، أربعة منها أصلها من القرية، بينما هاجرت العائلات الخمس الأخرى، في أوقات مختلفة، من بلدان أخرى مثل سوريا.
في عام 1994، شهدت جيفنا موجة من الهجرة، حيث غادر حوالي نصف سكانها المدينة بحثًا عن سبل عيش أفضل في أماكن أخرى. ويظهر أول تعداد أجراه الجهاز المركزي للإحصاء الفلسطيني أن عدد سكان قرية جفنا بلغ 961 نسمة، منهم 623 (64.8%) تم تصنيفهم كلاجئين في عام 1997. وكان التوزيع حسب الجنس 465 ذكرًا (48.4%) و494 أنثى (51.6%). كان توزيع الأعمار على النحو التالي: أقل من 15 عامًا، 330 (34٪)؛ 15-29، 275 (29٪)؛ 30-65، 304 (32٪)؛ أكثر من 65 عامًا، 50 (5٪).
يستمر عدد سكان جفنا في النمو. وفقًا للجهاز المركزي للإحصاء الفلسطيني، بلغ تقدير عدد سكان جفنا في منتصف العام 2006 حوالي 1,358 نسمة. وتشير تقديرات غير رسمية صدرت في خريف عام 2006 إلى أن عدد السكان بلغ 1500 نسمة، "25% منهم اضطروا إلى الانتقال إلى القدس أو رام الله بحثاً عن فرص عمل". سجل تعداد السكان الذي أجراه الجهاز المركزي للإحصاء الفلسطيني عام 2007 أن عدد سكان قرية جفنا بلغ 1716 نسمة، منهم 856 من الذكور و860 من الإناث. بلغ عدد سكان القرية 2919 نسمة في عام 2017.

## الديانة المسيحية
تشير بقايا الكنيسة البيزنطية في جفنا إلى وجود مجتمع مسيحي قبل الفتح الإسلامي. كما استمرت القرية موجودة خلال العصور الوسطى وما زالت مأهولة بشكل رئيسي بالمسيحيين. ظهرت أسماء السكان المسيحيين من جفنا في نقش يعود تاريخه إلى القرن العاشر على حجر فوق بوابة دير القديس جورج في وادي القلط.
تكشف سجلات الضرائب العثمانية من أواخر القرن السادس عشر أن جفنا كان بها أيضًا سكان مسيحيون في ذلك الوقت. أظهر مسح غير رسمي أجري عام 1927 أن عدد سكانها بلغ 550 نسمة، منهم 325 كاثوليكيًا والباقي "مسيحيون من طوائف أخرى". يشكل المسيحيون الفلسطينيون حوالي 80% من السكان، في حين أن النسبة المتبقية البالغة 20% هم من المسلمين، ومعظمهم من اللاجئين.

## اقتصاد
على الرغم من أن معظم الأراضي الصالحة للزراعة في جفنا مغطاة ببساتين الزيتون وكذلك أشجار التين والجوز والمشمش وكروم العنب، إلا أن الزراعة لم تعد المصدر الرئيسي للدخل في القرية. يعيش العديد من المزارعين السابقين في القرية على أعمال أخرى، بما في ذلك المطاعم والصناعات الصغيرة الأخرى المملوكة للعائلة والتجارة البسيطة.

## شخصيات بارزة
- عبير عودة: وزيرة الاقتصاد الوطني الفلسطيني.[41]